# کاناپه (فیلم ۱۹۶۴)
«کاناپه» (انگلیسی: Couch (film)) یک فیلم به کارگردانی اندی وارهول است که در سال ۱۹۶۴ منتشر شد. از بازیگران آن می‌توان به گرگوری کورسو، آلن گینزبرگ، جک کرواک، و تیلور مید اشاره کرد.